# Makobo Modjadji
Makobo Modjadji VI (1978 - 12 tháng 6 năm 2005) là người thứ 6 trong dòng dõi những Nữ hoàng mưa của bộ lạc Balobedu. Người ta nói rằng Makobo Modjadji có khả năng kiểm soát mây và sông. Makobo được trao vương miện vào ngày 16 tháng 4 năm 2003 ở tuổi 25 sau cái chết của người tiền nhiệm và bà ngoại của cô, Nữ hoàng Mokope Modjadji. Việc này khiến cô trở thành nữ hoàng trẻ nhất trong lịch sử bộ tộc Balobedu.

## Đời sống
Makobo là con gái của Công chúa Makheala và là nữ hoàng Mưa duy nhất có được việc theo học chương trình giáo dục chính thức. Cô được trao vương miện Nữ hoàng mưa năm 2003, hai năm sau cái chết của mẹ cô Makheala và nữ hoàng mưa trước đây, bà ngoại Mokope Modjadji. Mẹ cô, người kế nhiệm được chỉ định, đã qua đời hai ngày trước khi Mokope Modjadji chết, do đó Makobo được chọn làm Nữ hoàng Mưa tiếp theo. Vào ngày lễ đăng quang, một cơn mưa phùn nhẹ đã được giải thích như một điềm lành. Lễ đăng quang là một buổi lễ phức tạp nhưng người ta tin rằng Makobo chấp nhận vương miện cách miễn cưỡng.
Mặc dù được tôn trọng về khả năng và dòng dõi của mình, Makobo được xem là quá hiện đại để trở thành Nữ hoàng mưa tiếp theo, đó có thể là lý do tại sao có một khoảng thời gian dài như vậy trước khi cô được trao vương miện. Phong tục quyết định rằng các nữ hoàng mưa sống sống ẩn dật, ẩn trong kraal hoàng gia với 'vợ' hoàng gia. Makobo Modjadji, tuy nhiên lại thích mặc quần jean và áo phông, thăm vũ trường gần đó, xem soap operas và trò chuyện trên điện thoại di động của cô.
Modjadji cũng có bạn trai, David Mogale, người được cho là cha của đứa con thứ hai. Ông là cựu quản lý thành phố của Greater Letaba Municipality. Ông cũng được đồn đại đã chuyển đến Royal Compound để sống với cô. Điều này gây ra tranh cãi lớn với Hội đồng Hoàng gia như Nữ hoàng Mưa chỉ có nghĩa vụ giao phối với các quý tộc mà Hội đồng Hoàng gia tự chọn. Do đó Mogale bị đuổi ra khỏi làng và hai đứa con của Nữ hoàng mưa chưa bao giờ được Hội đồng công nhận.
Vào ngày 10 tháng 6 Makobo được tiếp nhận vào bệnh viện Medi-Clinic của Polokwane với một căn bệnh không được tiết lộ và qua đời hai ngày sau đó ở tuổi 27.
Nguyên nhân chính thức Makobo qua đời vì bệnh viêm màng não mạn tính.